# 港鐵荃灣車廠

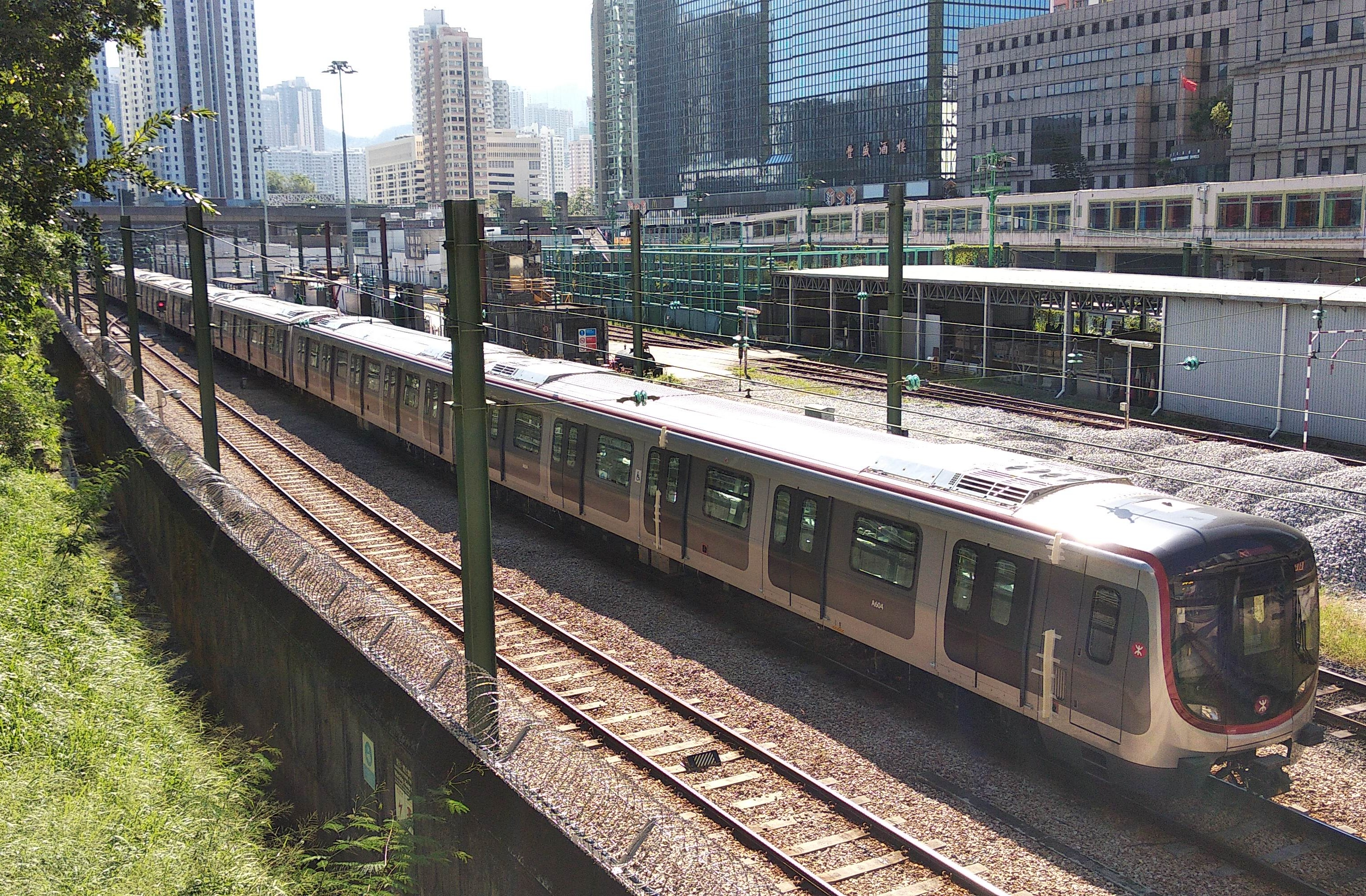
港鐵市區綫願景列車在荃灣車廠進行測試

港鐵荃灣車廠（英語：MTR Tsuen Wan Depot）是港鐵荃灣綫的車廠，位於香港新界荃灣區荃灣北部一帶，於1982年5月10日啟用，承建商是寶嘉-Coignet聯營。車廠旁邊是荃灣綫北面的終點站──荃灣站，車廠上蓋物業為由港鐵公司發展的綠楊新邨住宅項目。本車廠及鄰近的荃灣站由香港著名建築師何弢設計。

## 設施
荃灣車廠可以容納40多輛港鐵列車，為列車提供停車、測試、清洗、預防及糾正性維修設施，包括更換重型設備時用的起重及頂升設備。
本廠主要分為幾個部分：

### 停車坑
本廠設有18條停車軌道（北面設5條較短軌道，南面設13條較長軌道，兩者由維修車坑分隔），停泊各荃灣線列車，而該停車坑與試車線及西側出入廠線連接。

### 維修車坑
本廠中部共設7條維修車坑，為上述列車提供日常維修，與西側出入廠線連接。然而，所有荃灣綫列車大至維修工程，均由九龍灣車廠負責。

### 洗車機、磨輪機及調度控制塔
在南側出入線附近設機務段，設有洗車及磨輪機各一台，所有進廠列車必須駛過，而列車輪拋光工作亦在此進行。而調度控制塔，則位於機務段專用線與出入線之間。

### 機務段
機務段位於出入線側，用於停泊及檢修調車機車及路軌碾磨車，有專用線接入；部分檢修工場採有蓋設計。

### 車廠出入線與荃灣站越位軌道
越位軌道位於荃灣站西面，與車廠出入線連接，是荃灣綫列車進出車廠的唯一路徑。同時供正常服務、抵達荃灣站的列車進行調頭。另外，所有車廠內調度工作在出入廠線進行。
此越位軌道原先作為荃灣綫延伸至荃景圍的預留工程，因此其長度較一般越位軌道長（性質上類似大圍車廠接駁顯徑站路軌）。隨著政府於2023年落實於中鐵綫工程一併興建荃景圍站，該預留軌道將得以運用。

### 荃灣綫車隊員工辦公室
位於綠楊坊下方位置，設有「荃灣綫車隊員工辦公室」，用作培訓及管理荃灣綫車長。

### 港鐵員工會所
荃灣車廠附設機務段側設有港鐵康樂會荃灣會所，供全職港鐵職員與家屬消閒及聯誼。

## 歷史
荃灣綫車廠最初預定在葵涌垃圾灣填海所得來的土地上，即垃圾灣站（今葵芳站）旁邊興建，但後來政府更改規劃，將車廠位置兩度更改，原來預留建廠土地成為葵芳邨。而荃灣車廠現址亦曾規劃規劃興建6座舊長型大廈（第七型徙置大廈）作為政府廉租屋，名為「白田壩政府廉租屋邨」。（位於石硤尾的白田上邨命名為「白田政府新邨」相信是為了避免和荃灣白田壩混淆），但因為更改規劃將車廠位置更改，最終沒有興建該屋邨。
車廠原址為西樓角村及三棟屋村，而興建荃灣站越位軌道亦要收回木棉下村、白田壩村的土地。興建荃灣車廠期間，香港政府需要收回西樓角村的土地，受影響的居民拒絕搬走，港府數次以防暴隊和衝鋒車與當地居民對峙，釀成流血衝突。居民上訴至英國樞密院，最後獲判敗訴，並於1979年9月26日順利清拆。
荃灣站是荃灣綫的北面終點站，卻使用了側式月台設計。這是由於根據原來設計，荃灣站只是中途站，並且打算在今荃灣站的西面近柴灣角地底興建作為終點站，但是該處因為人口不足問題而一直無興建。在興建荃灣車廠及荃灣站期間，荃錦公路需要改道，荃灣公立學校新校舍需拆卸。而三棟屋村亦需要搬遷。在原址在工程完成後，三棟屋村則被更改興建為三棟屋博物館。
1998－2001年，荃灣車廠曾經為所有市區綫現代化列車進行全面性的翻新工作。
2016－2018年，荃灣車廠曾經為部份都城嘉慕電動列車（直流電）進行新訊號系統安裝工程。

## 外部連結
- 香港鐵路大典上的相关条目：荃灣車廠